# Mycetophila magnicauda
Mycetophila magnicauda es una especie de mosquito del género Mycetophila, categorizada en la tribu Mycetophilini, subfamilia Mycetophilinae.

## Distribución
Se distribuye por Europa: Finlandia, Estonia, Eslovaquia, Reino Unido y Noruega.

## Taxonomía
Fue descrita por Strobl en 1895.
Tratamiento taxonómico
La especie aparece registrada y publicada en Die Dipteren von Steiermark. III Theil. Mitt. Naturwiss. Ver. Steiermark 31[1894]: 122-246.